# موریسون‌ویل (نیویورک)
موریسون‌ویل (به انگلیسی: Morrisonville) یک منطقهٔ مسکونی در ایالات متحده آمریکا است که در شهرستان کلینتون، نیویورک واقع شده‌است. موریسون‌ویل ۷٫۰ کیلومتر مربع مساحت و ۱٬۵۴۵ نفر جمعیت دارد و ۱۱۰ متر بالاتر از سطح دریا واقع شده‌است.